# Syndipnus alaskensis
Syndipnus alaskensis är en stekelart som beskrevs av Walley 1940. Syndipnus alaskensis ingår i släktet Syndipnus och familjen brokparasitsteklar. Inga underarter finns listade i Catalogue of Life.